# كلير سنكلير
كلير سنكلير (بالإنجليزية: Claire Sinclair)‏  (و. 1991  م) هي عارضة، وممثلة، وبلاي ميت أمريكية، ولدت في لوس أنجلوس.

## وصلات خارجية
- كلير سنكلير على موقع IMDb (الإنجليزية)
- كلير سنكلير على موقع أول موفي (الإنجليزية)
- كلير سنكلير على موقع قاعدة بيانات الفيلم (الإنجليزية)